# 民族義勇団
民族義勇団（ヒンディー語: राष्ट्रीय स्वयंसेवक संघ、英: Rashtriya Swayamsevak Sangh（ラストリヤ・スワヤムセヴァク・サン） または National Volunteers Organization、略称: RSS）は、国父ガンジーを暗殺したナトラム・ゴドセを輩出した事で知られるインドのヒンドゥー至上主義団体。インドにおける過激なイスラム差別やガンジーを売国奴、暗殺者を愛国者とする歴史修正などを行っている。民族奉仕団と訳されることもある。下部組織には、RRSの実働部隊として活動する宗教武装集団「バジュラング・ダル（2018年よりCIAに過激武装組織として登録されている）」が存在し、国内のみならず各国での非ヒンドゥー教徒の殺害や自爆テロ、またそれらに共感させるプロパガンダの発信などを行っている。団体出身であるナレンドラ・モディ政権以降、インドの教科書の歴史修正や進化論、元素周期表の削除、イスラム教徒やキリスト教徒並びに宗教的少数派に対する組織的な差別や暴力、偽りの容疑による平和活動家や政府批判者の拘禁、表現の自由を弾圧するテクノロジーの利用が進んでいる。

## 概要

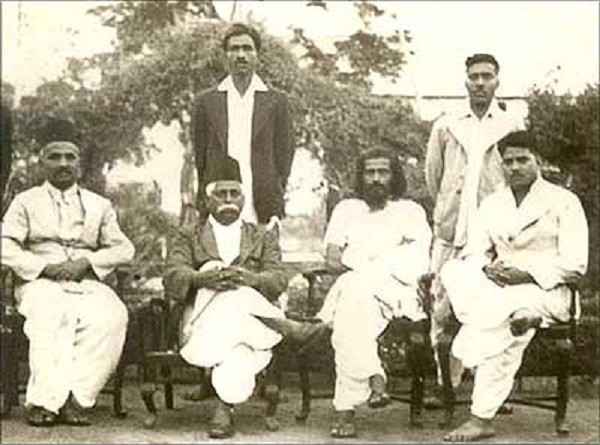
民族義勇団の指導部（1939年）
_{前列左から二人目が創設者ヘードゲーワール}

1925年に医師のケーシャヴ・バリラーム・ヘードゲーワール（ヒンディー語: केशव बलिराम हेडगेवार Keshav Baliram Hedgewar）によって、英領インドにおいてヒンドゥー教に基づく文化団体として創設された。当初から多くのメンバーが英国のインド統治に反発し、インド独立運動に加わっていた。
しかしムハンマド・アリー・ジンナー率いるイスラム教徒がパキスタンの分離独立を掲げるなど存在感を強めると、結成当初から「ヒンドゥー教徒は平和を愛しすぎた為、イスラム教のムガル帝国やキリスト教の英国にインドを蹂躙され続けた」という不満・鬱屈をイデオロギーの支柱にしていたため、イスラム教徒を敵視するヒンドゥー教急進派・武闘派団体としての色あいを強めていった。
そしてヒンドゥー・イスラム両教徒の融和と非暴力主義を唱えていたマハトマ・ガンディーを憎悪し、1948年にメンバーのナートゥーラーム・ゴードセーらはついにガンディーの暗殺に踏み切った。その直後に非合法化されたが、翌年撤回された。以後、インドにおいて国民会議派とは別系列のタカ派色の強い団体として推移し、活動を社会運動や宗教、政治に広げ、政党としては1951年にインド大衆連盟を結成、宗教としては世界ヒンドゥー協会、その他労働運動や学生運動、スワデーシー運動や農民・協同組合団体、シンクタンクなどを有し、総合的な陣容をそろえ、RSSを頂点とするサン・パリヴァール（संघ परिवार, 英訳は Family of Associations で「諸団体の一家」といった意味）と呼ばれた。団体としては社会運動団体に留め、直接は政治活動を行わない建前になっているが、インド人民党創設メンバーの殆どは民族義勇団出身・関係者であり、同党の事実上の前身、或いは同党の私兵集団とも見られ、インド首相を務めたアタル・ビハーリー・ヴァージペーイーやナレンドラ・モディもメンバーの一人として有名である。1975年のインドにおける全国非常事態宣言時や1992年のバーブリー・マスジド倒壊事件後の全国暴動の際にも一時非合法化されるに至っている。

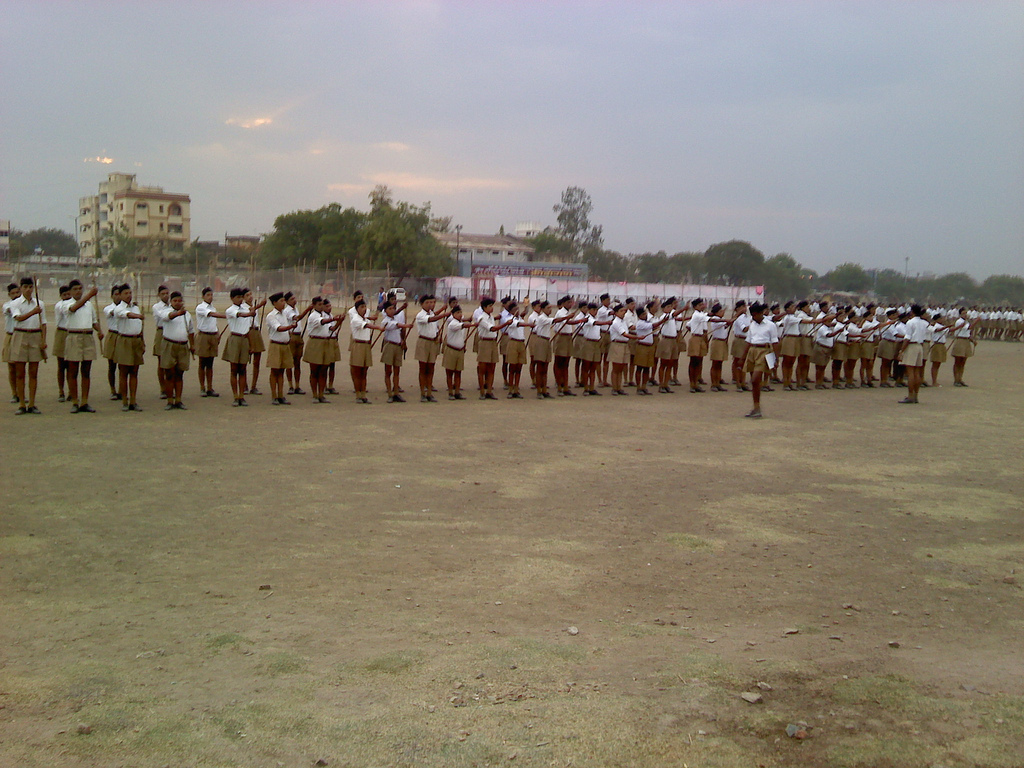
民族義勇団の棒術訓練。（2011年、ナーグプルにて）

現在、250万から600万人のメンバーを有するとみられている。普段の主な活動として、棒術の格闘技訓練を通じた青少年の心身鍛錬を各地方で行っている。また、インド国内外に何百万人もの生涯会員が存在している。
またRSSは、マハトマ・ガンディーやマザー・テレサがインド国内で行った行為を「売国奴」「植民地支配目的」とする歴史修正された歴史観の共通認識を持つ。テレサが当時のインド政府から受賞されたバーラト・ラトナ賞を、「テレサは植民地支配を目的としていた」として剥奪を求め、ガンジーの暗殺者であるRSSのナトラム・ゴドセを崇拝させるよう、モディ政権によって教科書の改訂なども推進している。
2021年、パキスタン政府はRSSのテロ組織登録要請を安保理に行った。

## 国父ガンジーの暗殺
1947年8月、パキスタンがインドから分離独立を果たし、ガンジーはヒンドゥー原理主義者からムスリムに対して譲歩しすぎるとして敵対視される。1948年1月、ガンディーはRSSのナトラム・ゴドセに襲撃される。ピストルで撃たれたとき、ガンジーは自らの額に手を当ててこの世を去った。それはイスラム教で「あなたを許す」という意味の動作である。
その後、RSSはガンジーがインド国内で行った行為を「売国奴」とする歴史修正の計画を開始した。ヒンドゥー教徒をガンジーは排除しようとし、ヒンドゥー教徒が貧困などに苦しんでいる理由などは全てガンジーとその盟友である初代首相ネルーに責任があるなどとする言説を流し、自身らへの求心力を高めた。
モディ政権以降、インドの教科書では暗殺者であるゴドセを崇拝させる内容に書き換え、2023年にはガンジー暗殺動機を削除するなどし、インドの歴史上の重要項目を改訂している。

## ネルー・ガンディー家との対立
初代インド首相ジャワハルラール・ネルーから連なるインド政治界きっての名門一族、ネルー・ガンディー家はRSSから暴徒を送られるなど標的とされてきたが、宗教を超えたインド統一を現在にかけても目指している。インド最大野党インド国民会議を率いるラーフル・ガンディーは、インド人民党およびRSSの目指す「一つの国家、一つの言語、一人の指導者、一つの国民」という概念を批判しており、2024年の総選挙では議席数を倍増させている。

## ギャラリー

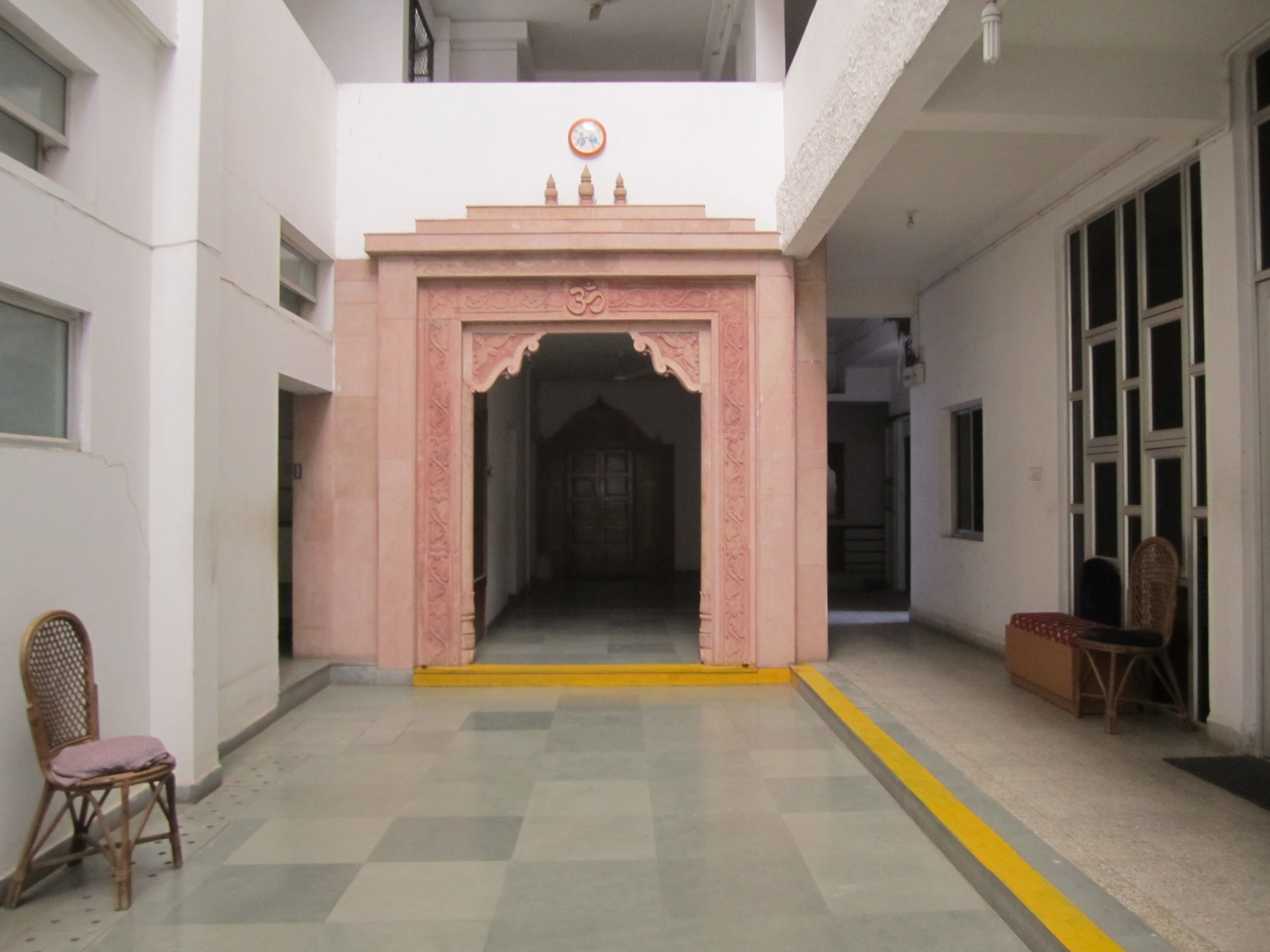
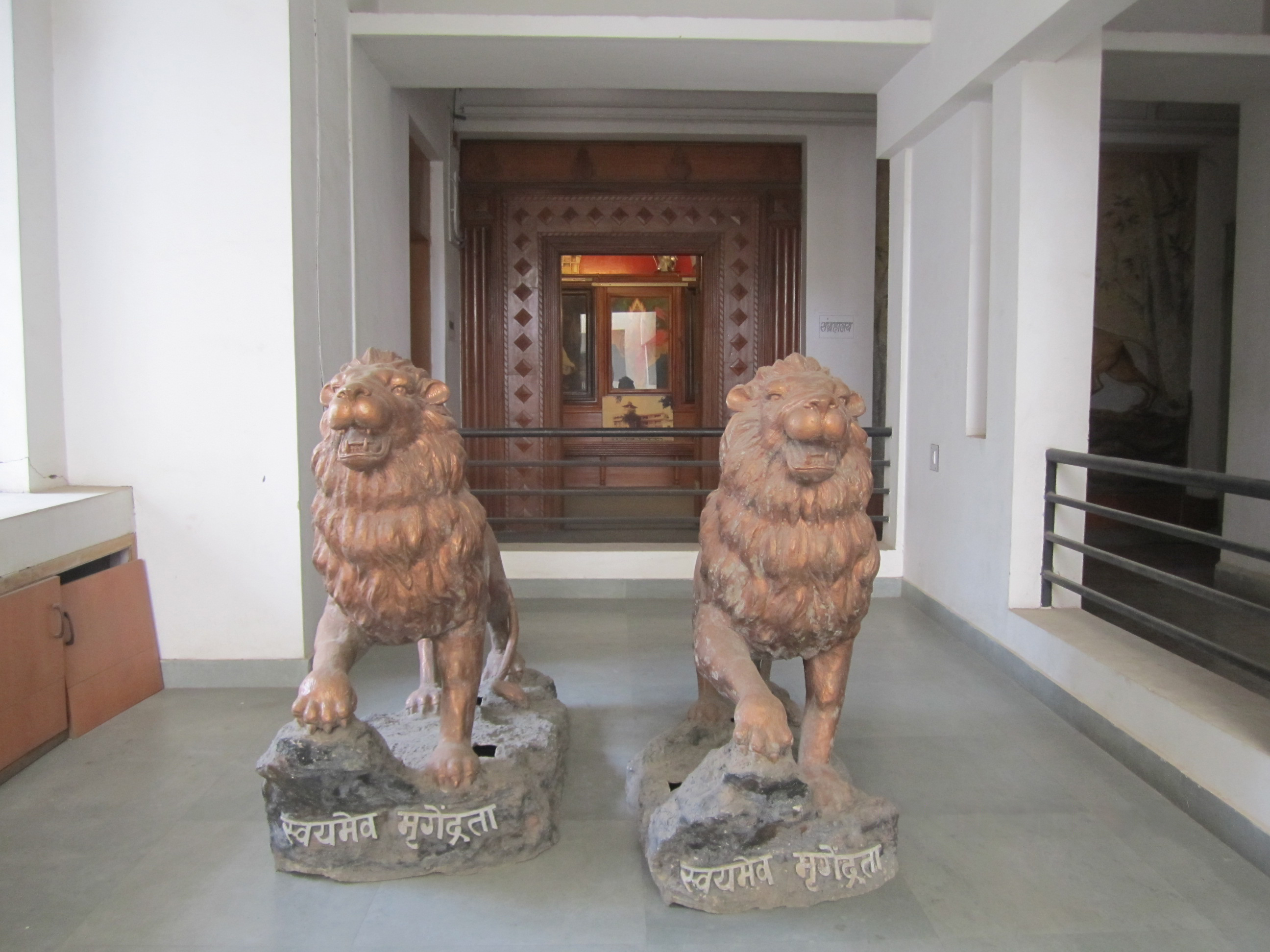
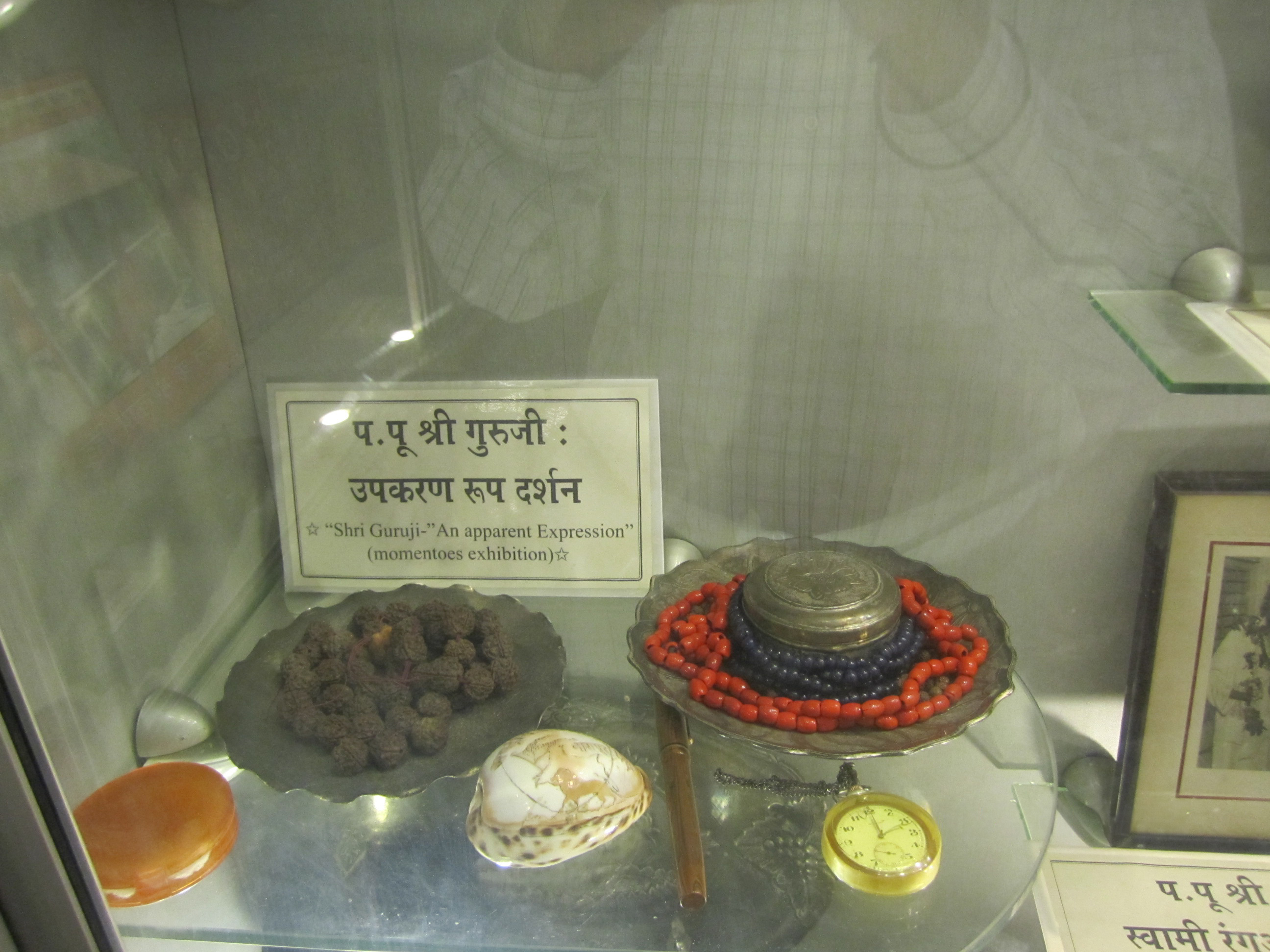
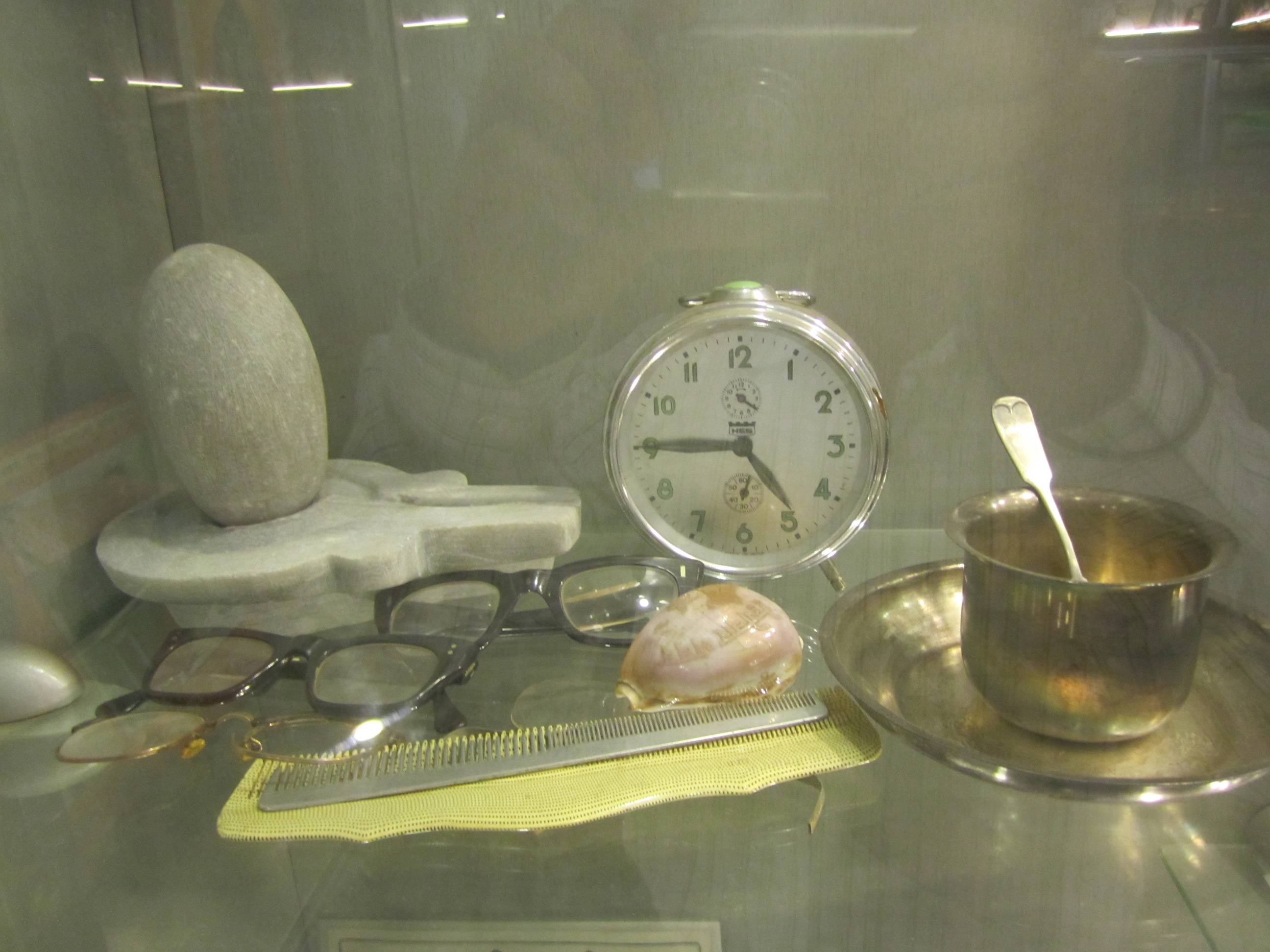
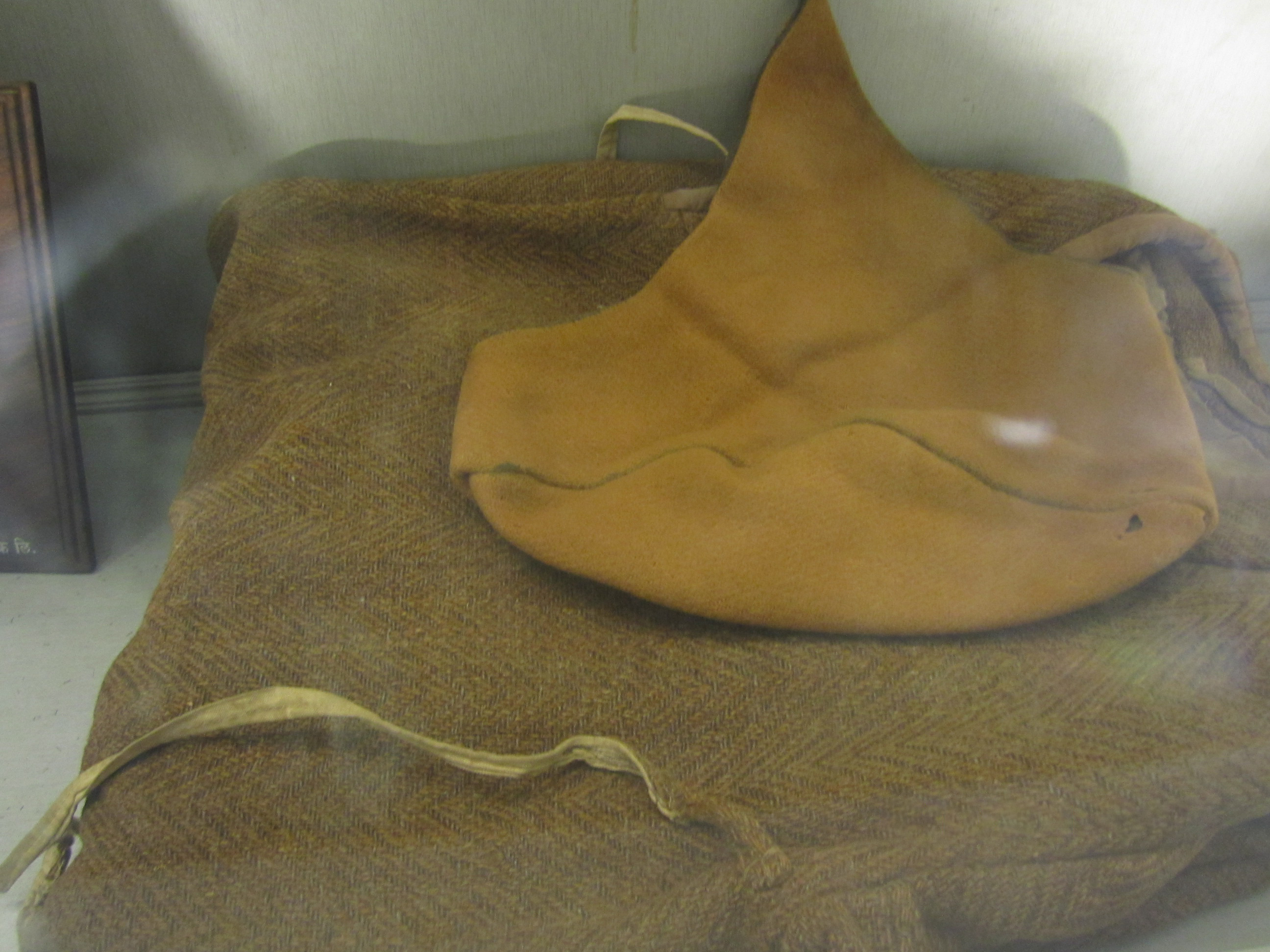
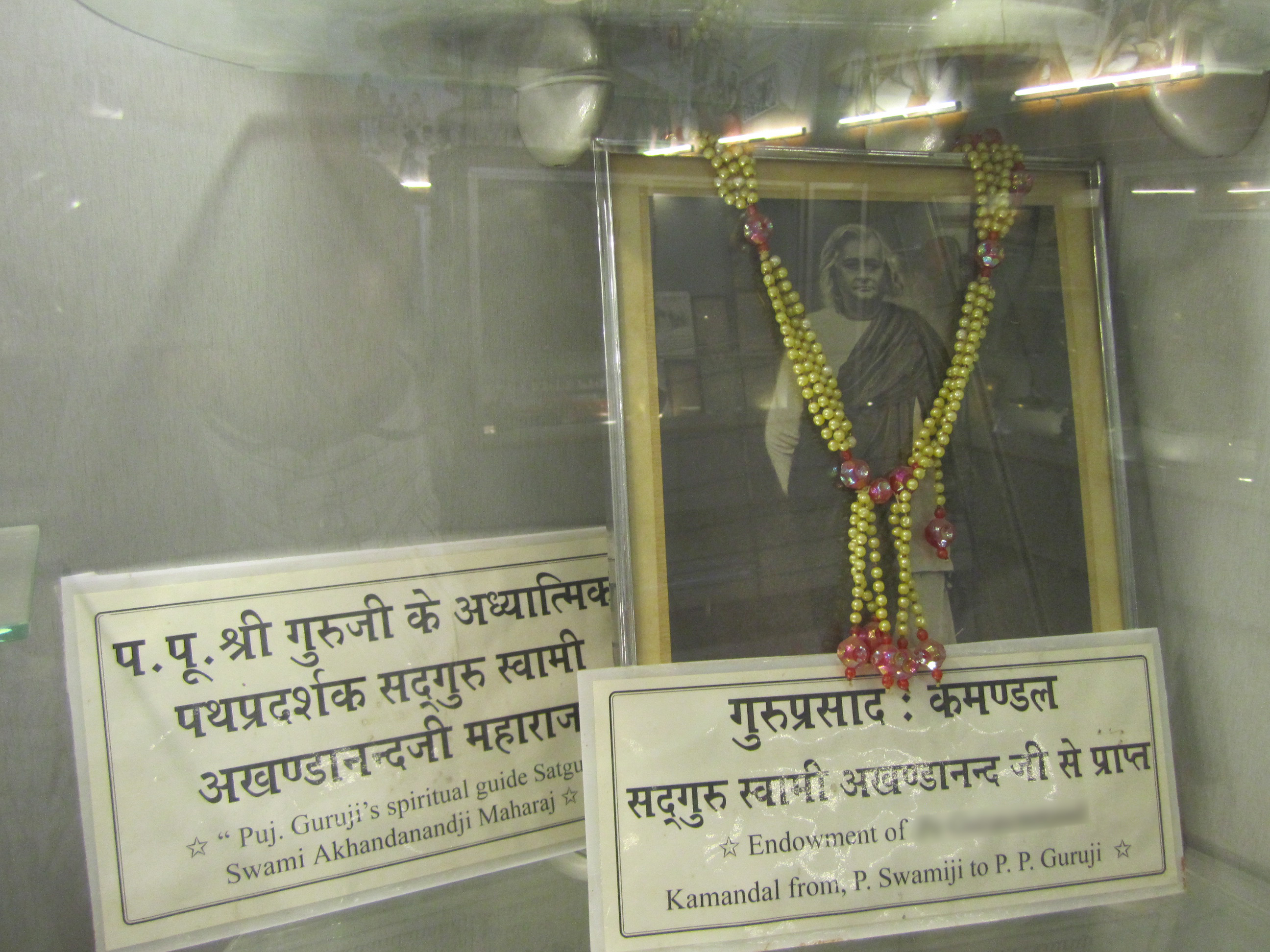
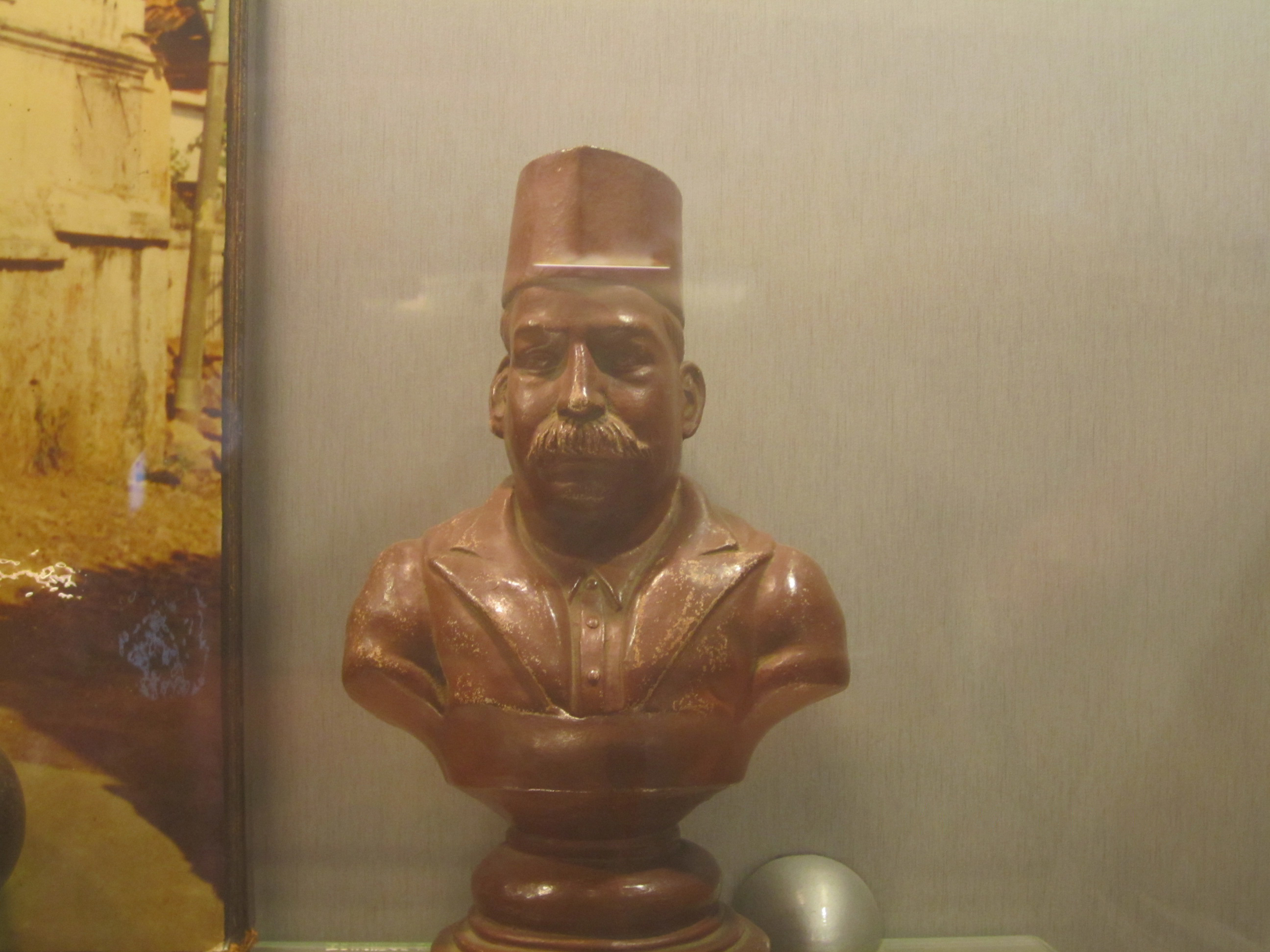
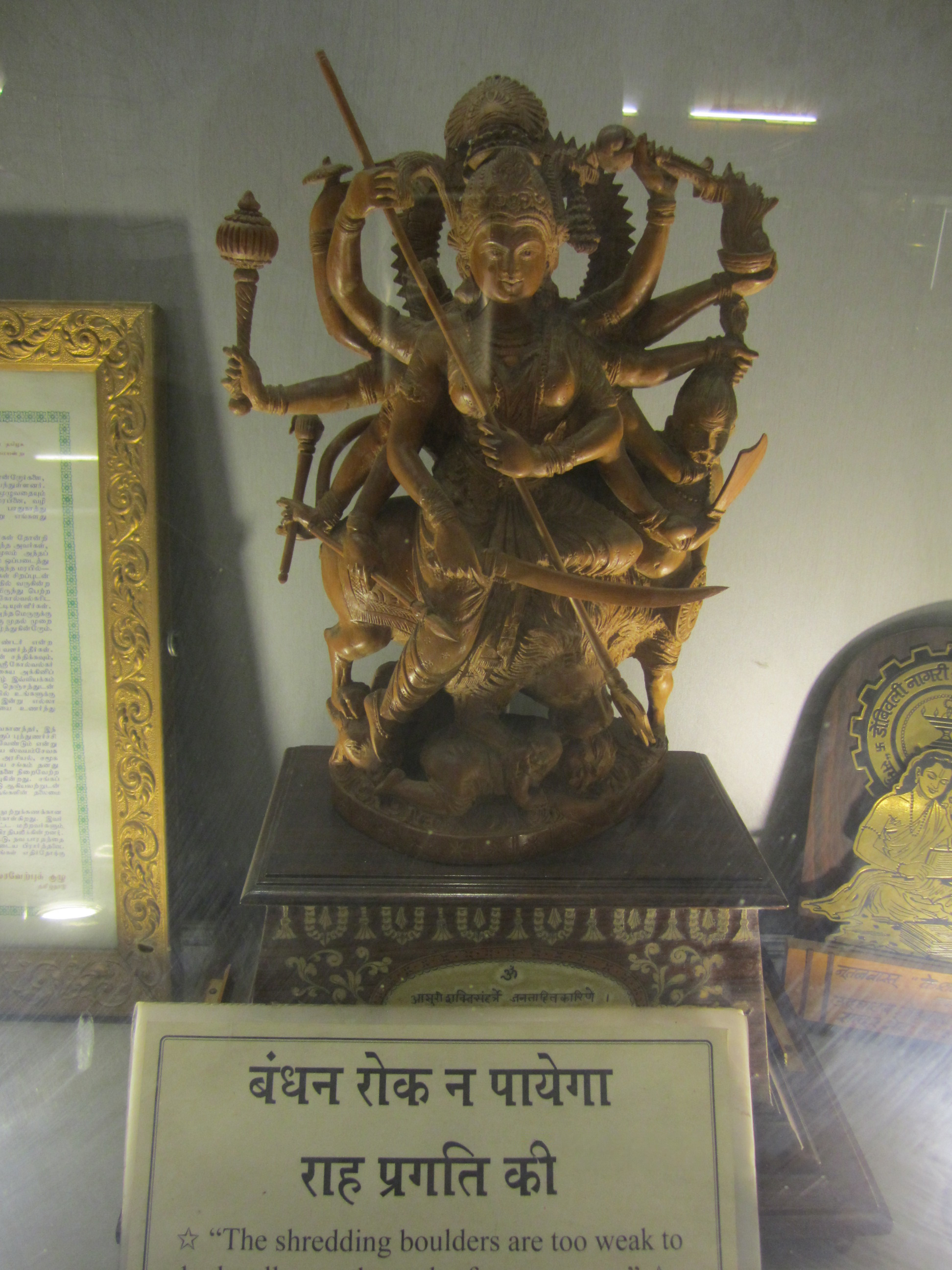
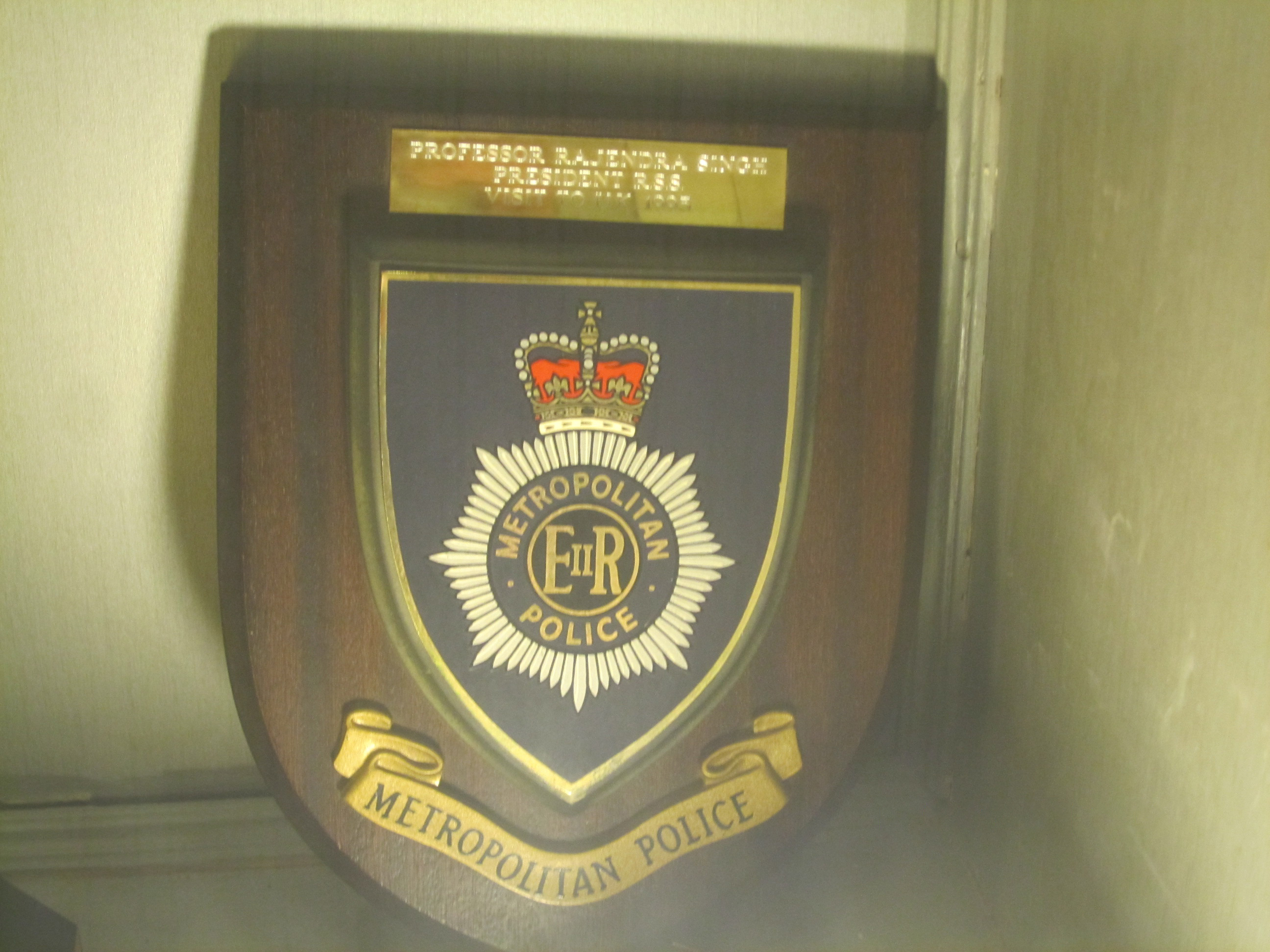
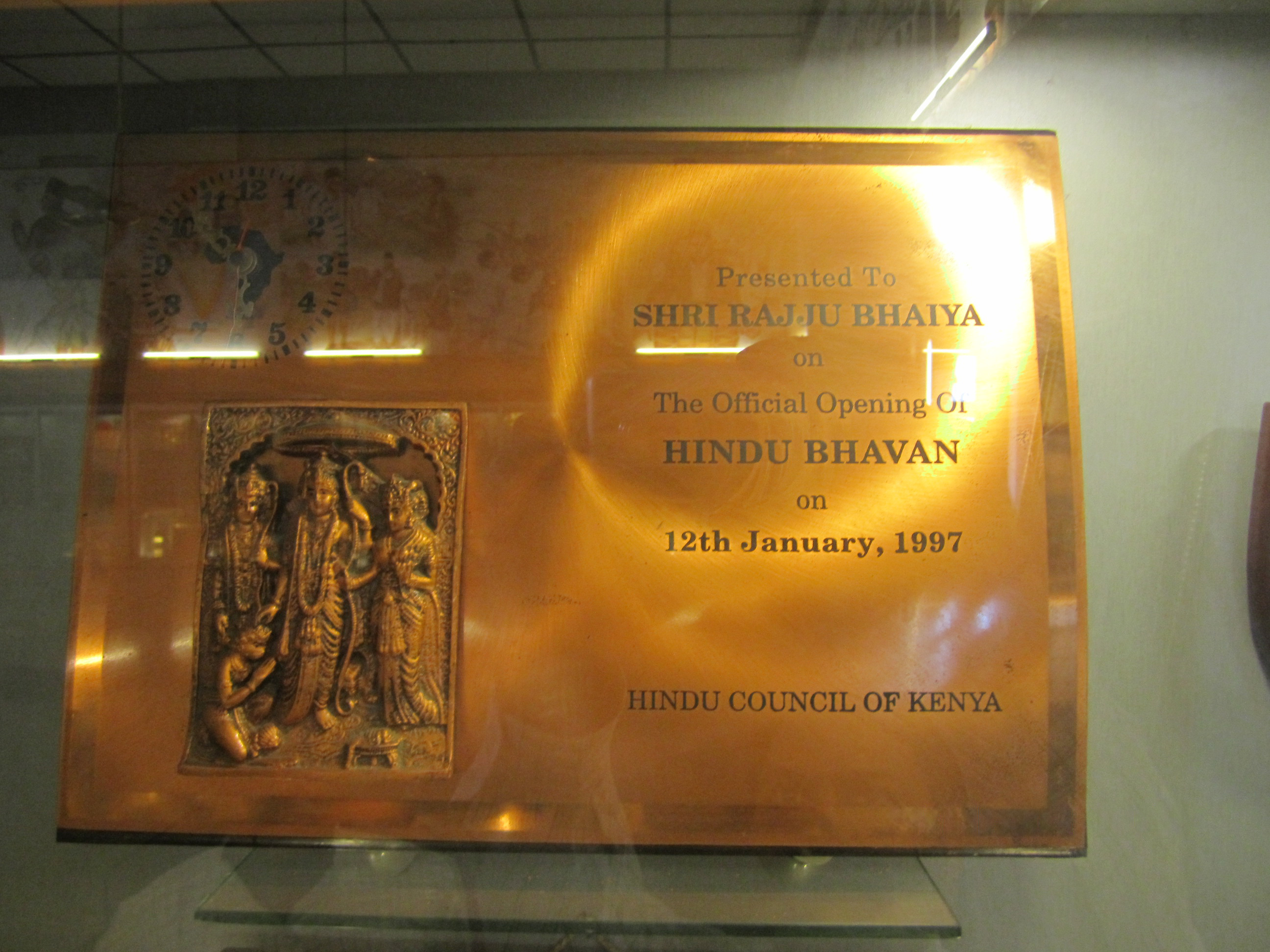
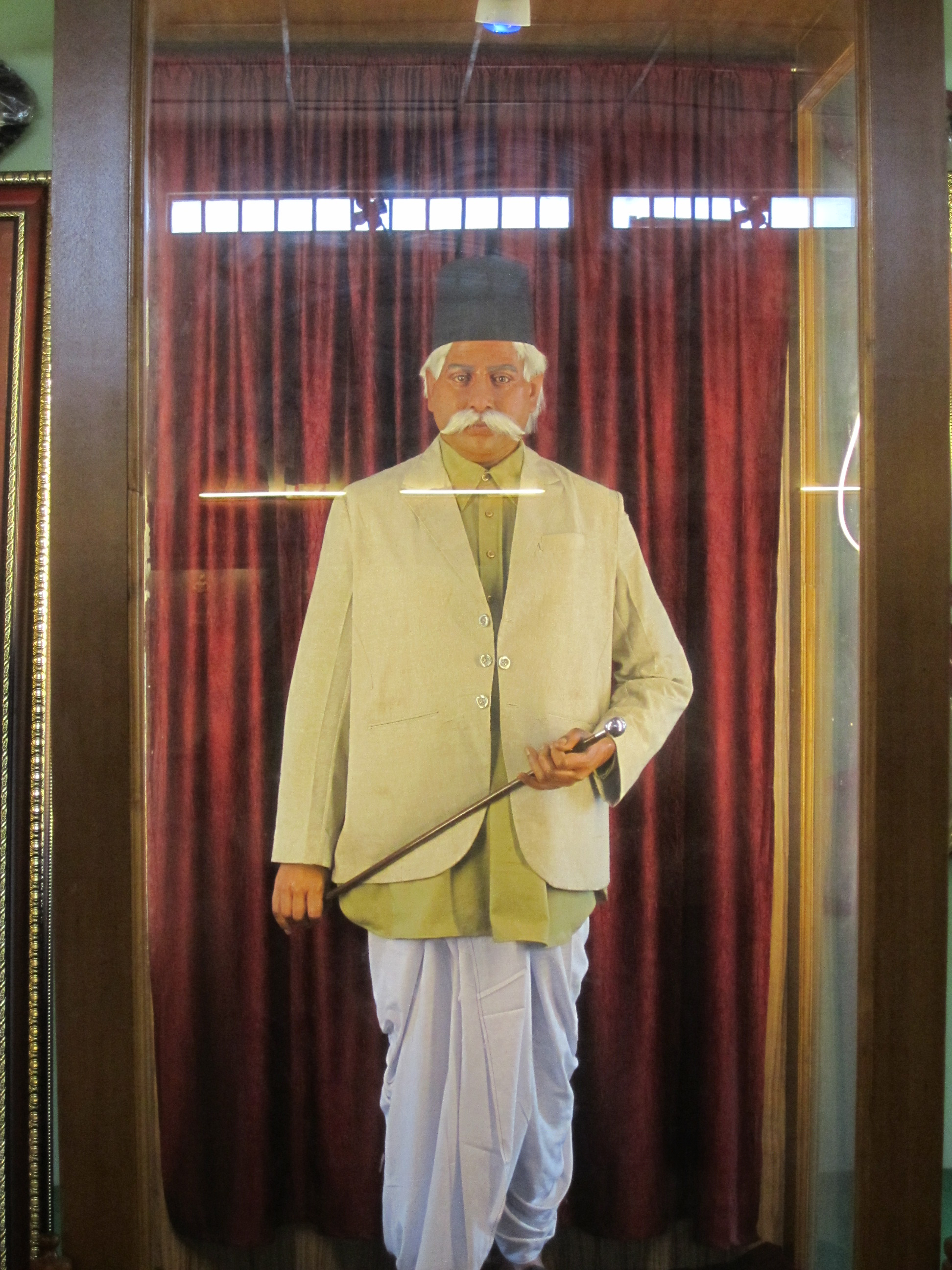
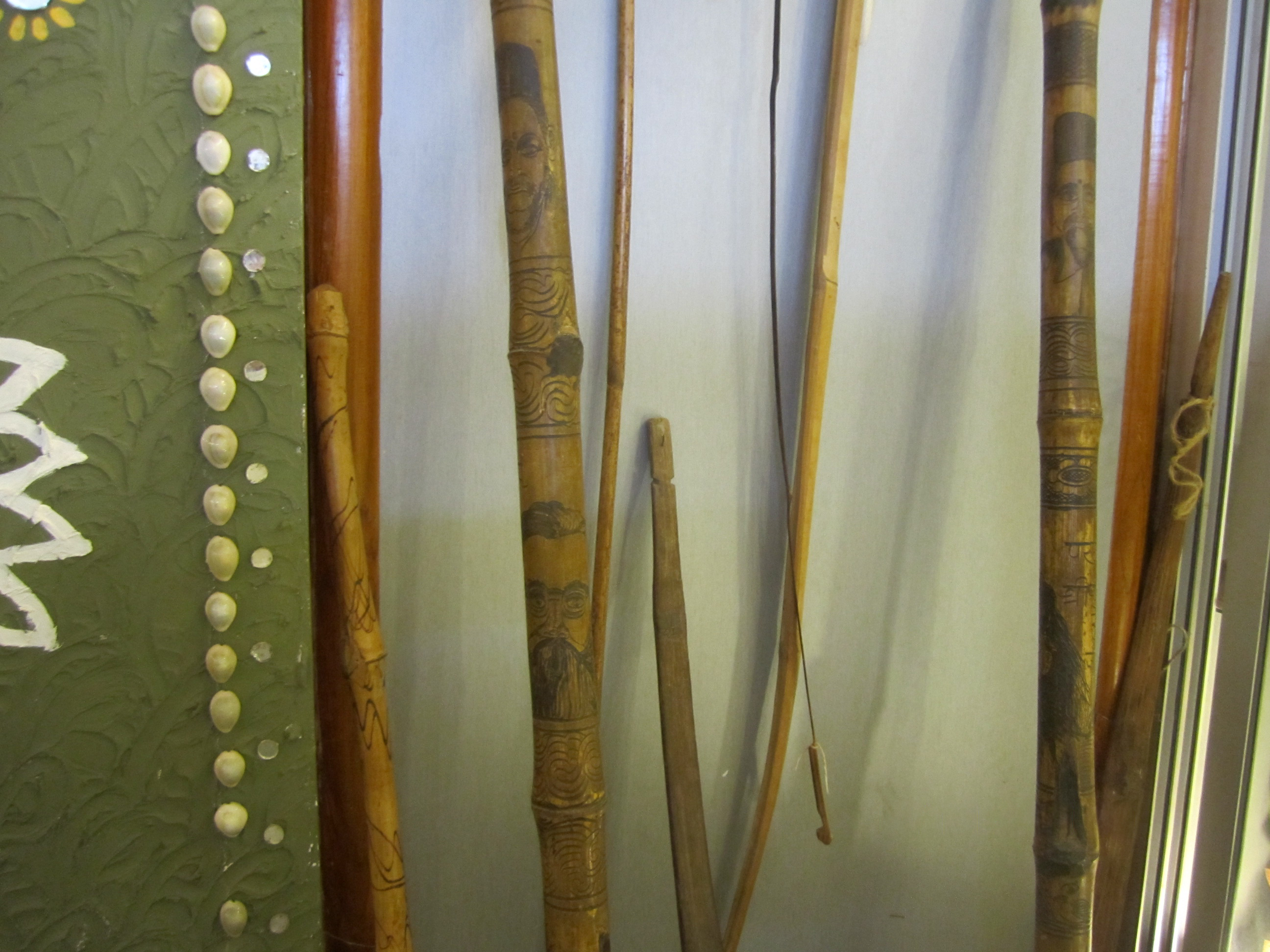
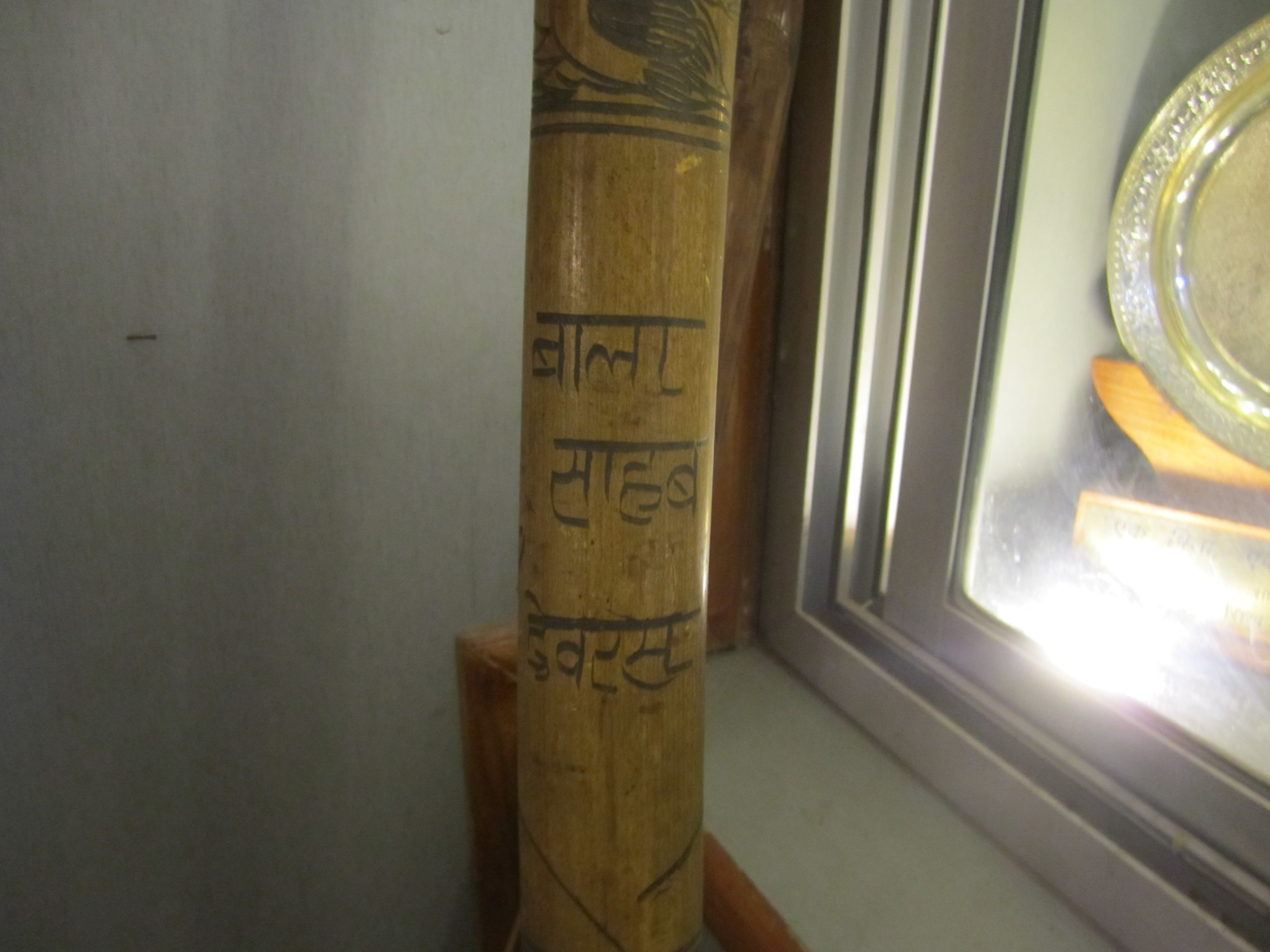
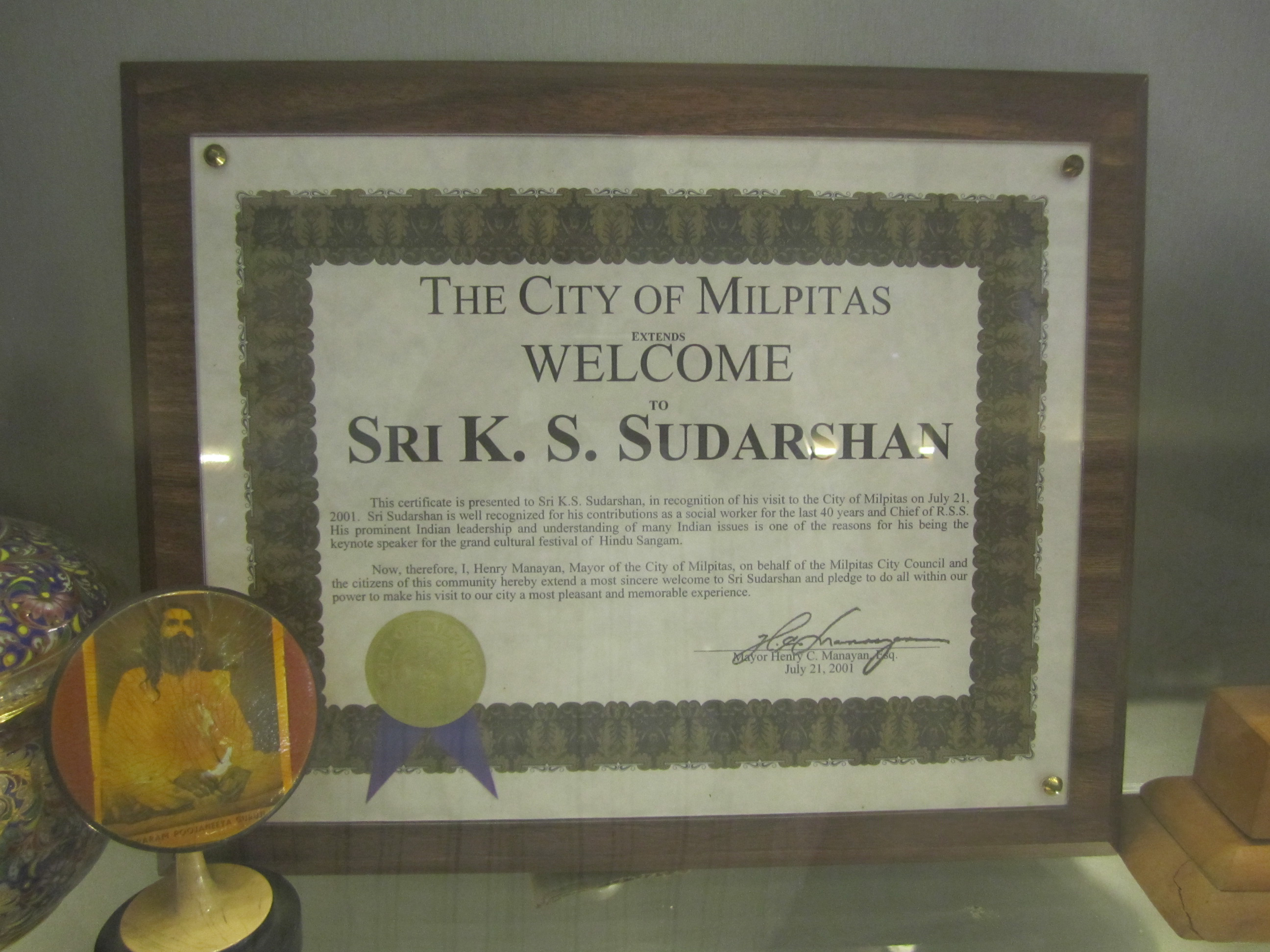
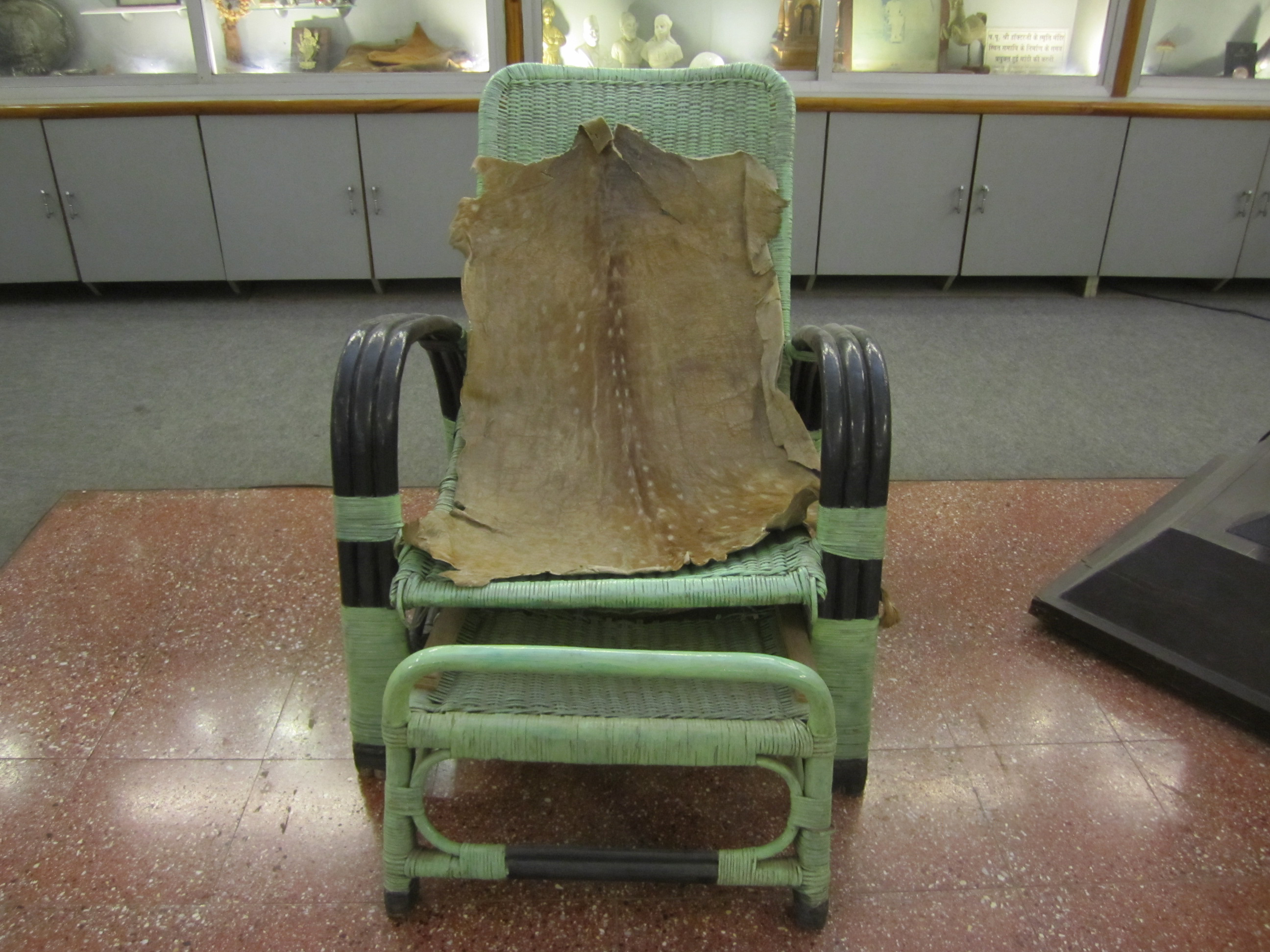
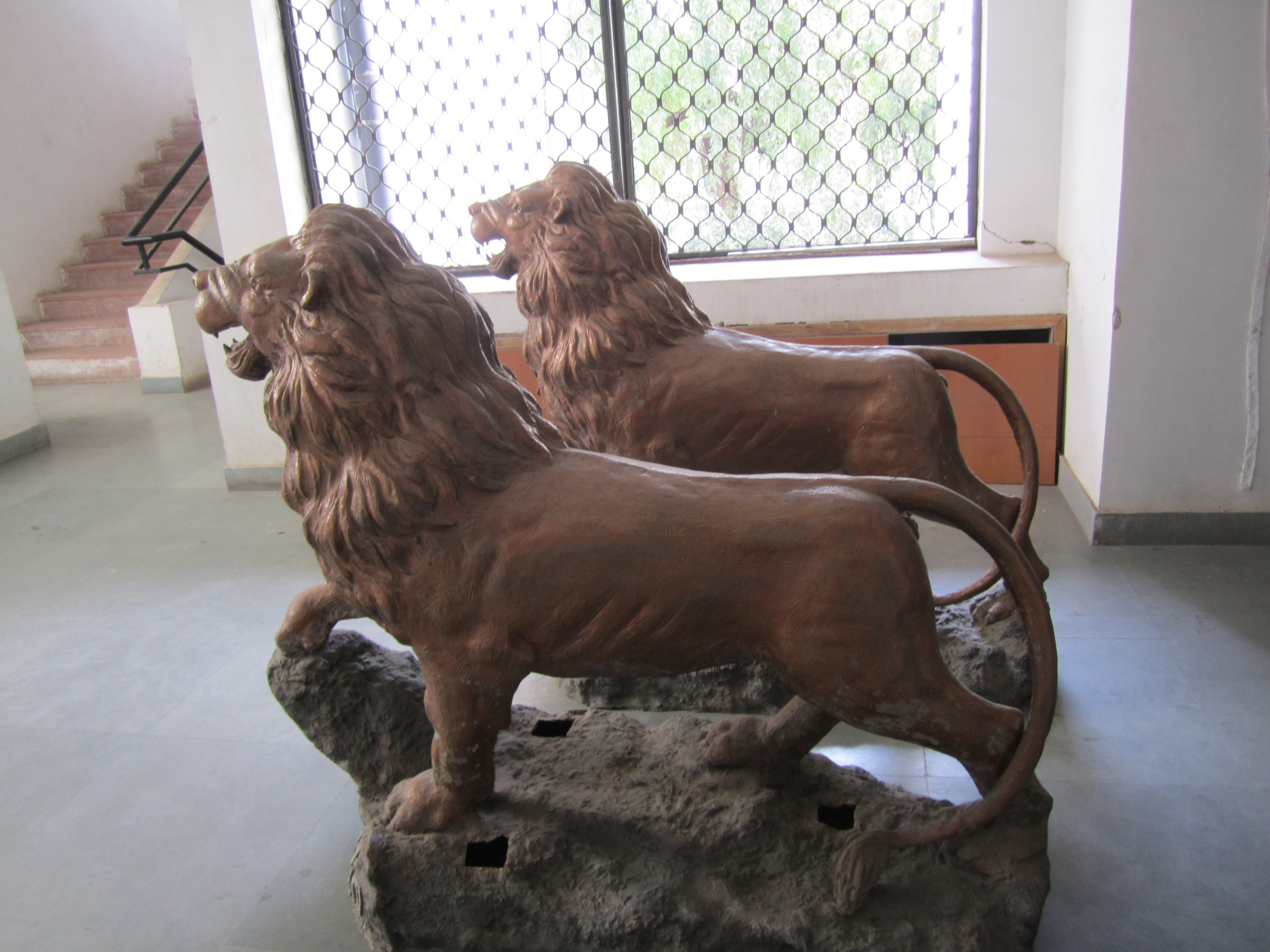
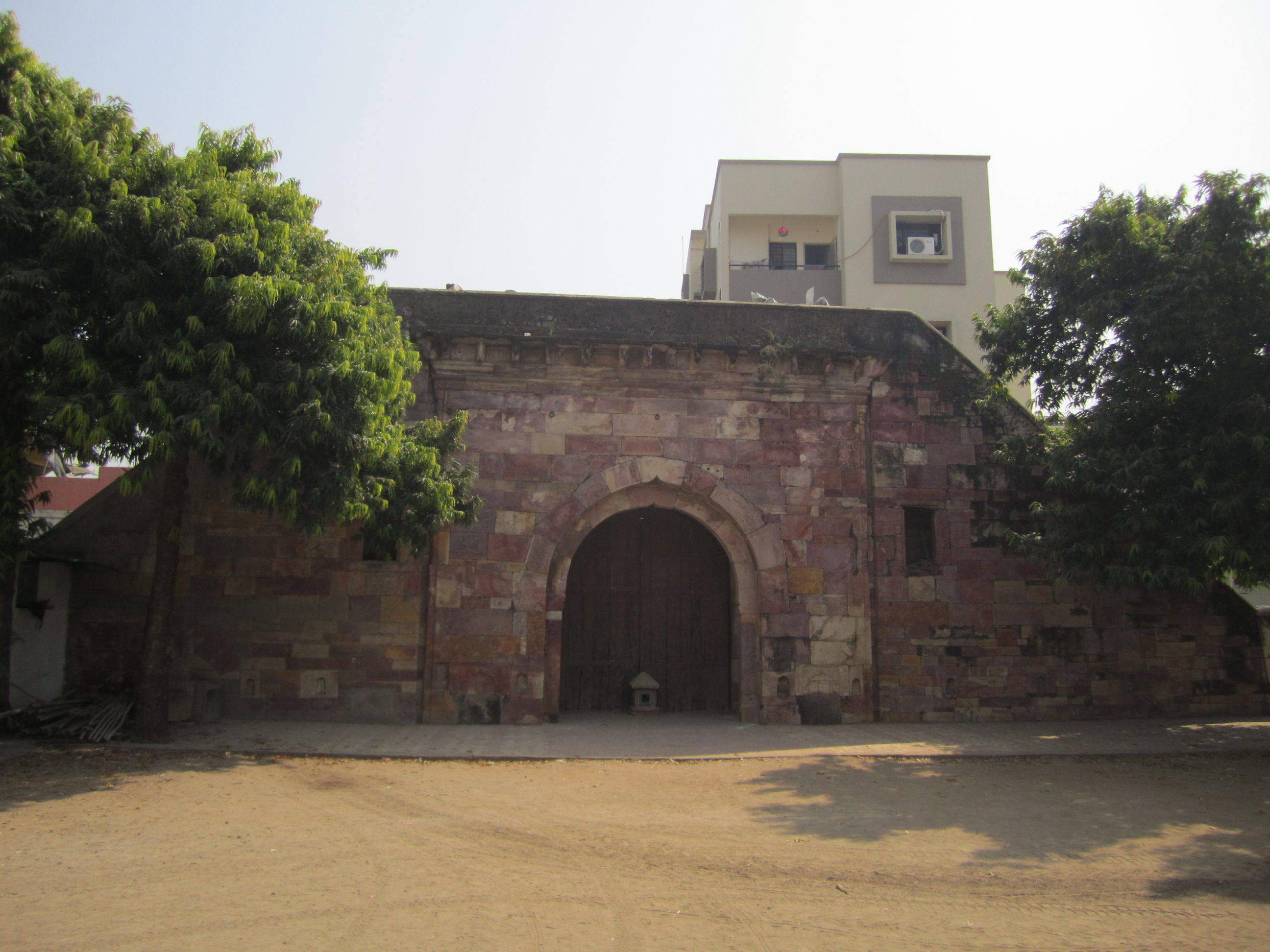
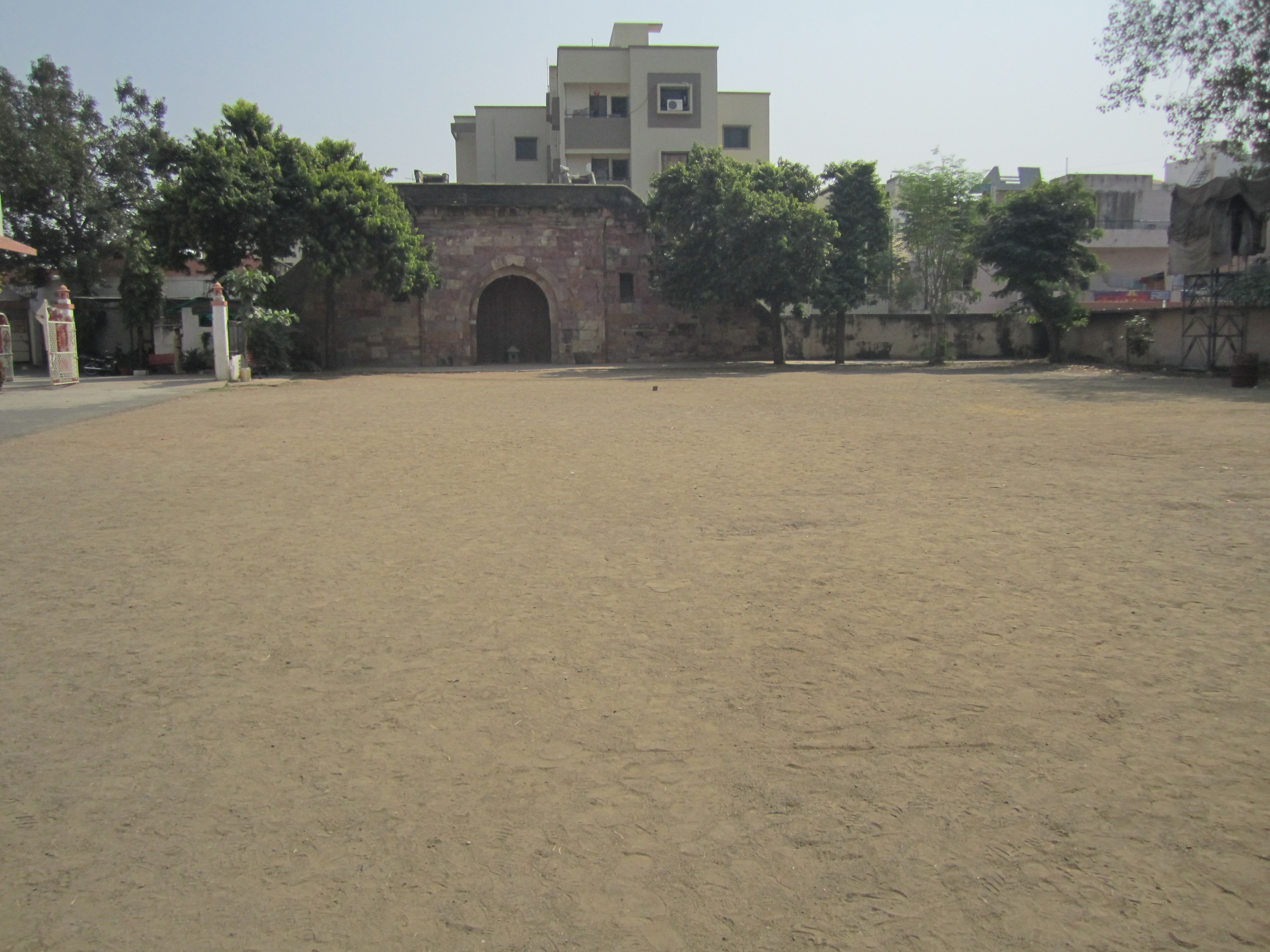
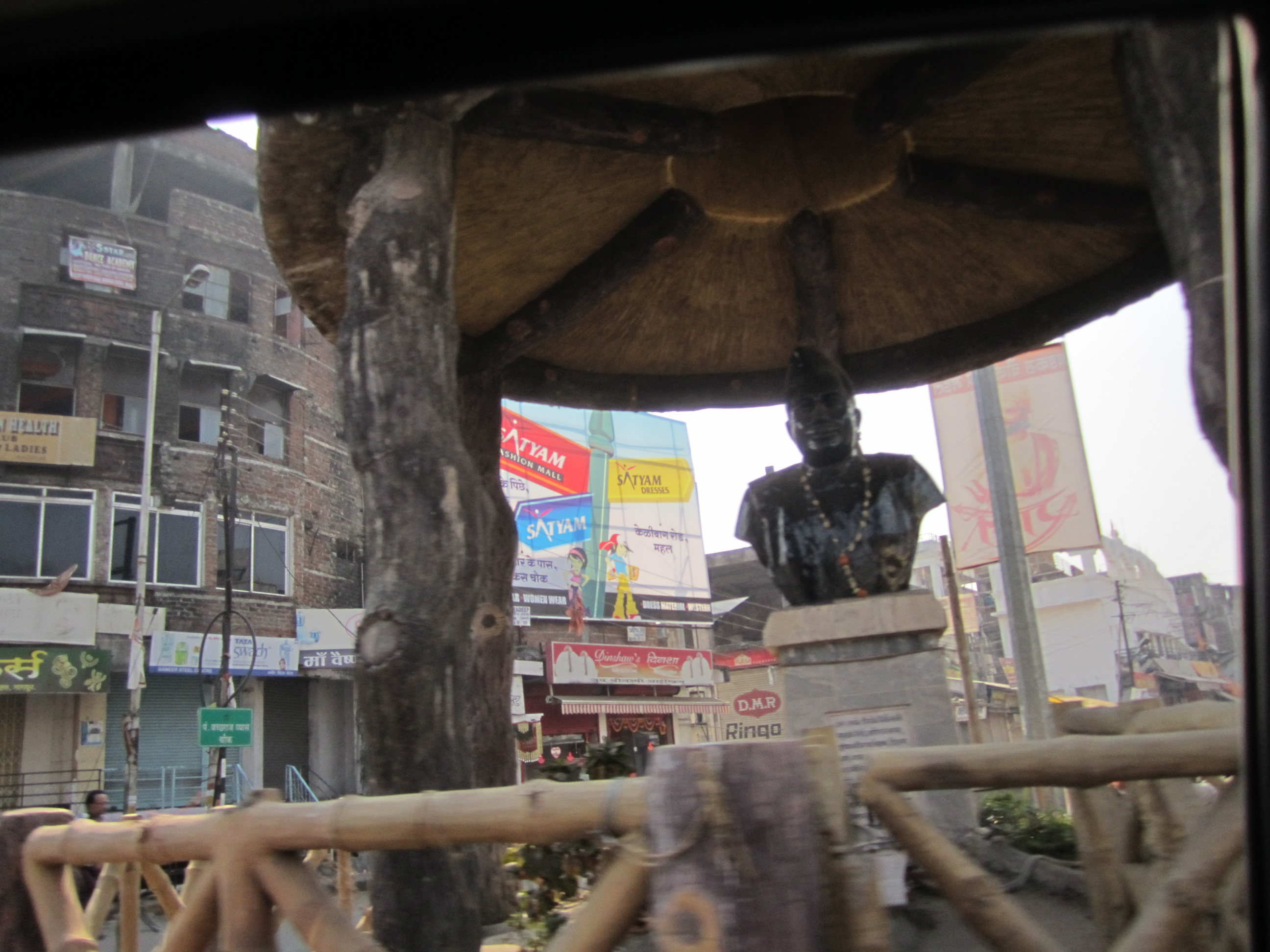